# Liste von erhaltenen Bauten des Westwalles
Die Liste von erhaltenen Bauten des Westwalles enthält einige Bauwerke des Westwalles, so weit sie erhalten geblieben sind oder in ihrer Funktion klar zu erkennen sind. Die Auflistung der Objekte erfolgt in grober Linie von Norden nach Süden und ist in die einzelnen Programme des Baues des Westwalles unterteilt.

## Geldern-Stellung Abschnitt Brüggen-Kleve
- Westwallabschnitt Kleve
  - Drei Bunker vom Typ Regelbau 102V bei Kranenburg-Nütterden
  - Regelbau 102V bei Kessel
- Westwallabschnitt Goch
  - Fünf Bunker vom Typ Regelbau 102V bei Goch
  - Regelbau 58-c bei Niederkrüchten – Elmpt, kurz vor Grenzübergang rechts der A52

## Grenzwacht-Programm
- Bunker zur Aufstellung einer Kanone zur Panzerabwehr bei Aachen-Bildchen
- Garage zur Aufnahme einer Kanone zur Panzerabwehr bei Simmerath
- Bunker bei Simmerath
- Garage zur Aufnahme einer Kanone zur Panzerabwehr bei Monschau-Konzen

## Baujahre 1936–1938 („Pionierprogramm“)
- Rheinland-Pfalz
  - Kreis Trier-Saarburg
    - Westwallmuseum Konz, „Villa Gartenlaube“ in Konz
    - Westwallmuseum Wiltingen mit MG-Schartenstand und Artilleriebeobachter bei Wiltingen
- Saarland
  - Kreis Merzig-Wadern
    - B-Werk Besseringen
    - Brückensicherungsbunker Mettlach (Regelbau B1-1 kombiniert mit Regelbau B1-18)
    - Brückensicherungsbunker Besseringen (Doppel-MG-Schartenstand, MG-Schartenstand, PAK-Schartenstand)
    - Brückensicherungsbunker Merzig (obertägig beseitigt)
    - Regelbau 105B8 (abgewandelt) in Besseringen
    - Regelbau 121B8 (abgewandelt) in Besseringen
    - Regelbau 121B8 (abgewandelt) in Mettlach
    - Regelbau D2 in Beckingen (2 Stück)
    - Regelbau C-1 in Merzig
    - Regelbau C-7a bei Beckingen (gut erhaltene Ruine)
    - Regelbau B1-1 (mit Hofüberdeckung, Schartenplatte fehlt) in Mettlach
    - Regelbau B1-1a (mit Hofüberdeckung) in Mettlach
    - Regelbau B1-1 oberhalb der Saarschleife (mit Hofüberdeckung und Steintarnung, 2 Stück)
    - Regelbau B1-1 (mit Hofüberdeckung) in Besseringen
    - Regelbau B1-1 (mit Hofüberdeckung) bei St. Gangolf
    - Regelbau B1-2a (frühe Bauform) oberhalb der Saarschleife (beschädigt)
    - Regelbau B1-2a (abgewandelt) in Besseringen
    - Regelbau B1-5a (abgewandelt) in Mettlach (3 Stück)
    - Regelbau B1-5a (Sonderkonstruktion) in Mettlach
    - Regelbau B1-5a in Merzig (4 Stück)
    - Regelbau B1-5a in Besseringen (3 Stück)
    - Regelbau B1-5a nahe Bahnhof Fremersdorf
    - Regelbau B1-7a in Mettlach (Museumsbunker)
    - Regelbau B1-7a in Besseringen (3 Stück)
    - Regelbau B1-20 in Besseringen
    - Regelbau B1-20 bei St. Gangolf
    - Regelbau B1-22 bei St. Gangolf
    - Regelbau B1-23 in Besseringen (2 Stück)
    - Regelbau B1-24 in Mettlach (2 Stück, davon einer mit Schartenkuppel 3P7)
    - Regelbau B1-25 in Besseringen
    - Regelbau 522B01 bei Besseringen (Variante des Regelbau B1-25 in B-alt)
    - Dreistöckige Sonderkonstruktion bei Mettlach

  - Kreis Saarlouis
    - MG-Schartenstand (Grenzwacht) in Oberesch

## Limes-Programm 1938
- Nordrhein-Westfalen
  - Bunkerruine bei Niederkrüchten, hinter der Kart-Bahn
  - Panzergraben(rest) im Wald gegenüber der Tüschenbroicher Mühle, Wegberg
  - Bunkerruine bei Dahlheim-Rödgen
  - Bunkerruine am Burgberg Burg Wassenberg
  - geschützte Betongarage/Scheune in Wassenberg, Rosenthal
  - Drei nasse Panzergräben im Wurmtal bei Geilenkirchen
  - Panzerhindernis südlich Geilenkirchen bestehend aus Beton und U-Profilen aus tschechischem Beutematerial
  - Beobachtungsstand bei Herzogenrath-Bank
  - Diverse sichtbare Reste vierzügiger Höckerlinien bei Aachen-Eilendorf und Münsterbusch
  - Ein Bunker als Sonderbauwerk innerhalb des Schlosses Burgau bei Düren-Niederau
  - Bunker des Typs Regelbau 10a (Bunker 371) auf dem Burgberg bei Hürtgenwald-Bergstein
  - Bunker des Regelbautyps 31 (Bunker 370) unterhalb des Burgbergs bei Hürtgenwald-Bergstein
  - Sanitätsbunker des Typs Regelbau 32 bei Simonskall, das auf dem Dach des Bunkers aufgesetzte Haus diente dabei nicht wie oft behauptet der Tarnung des Bunkers, sondern wurde erst in den 1950er Jahren erbaut.
  - Bunkergruppe im Waldgebiet „Buhlert“
    - Zwei Gruppenunterstände Regelbautyp 10 (Bunker 131 und 132)
    - Doppelgruppenunterstand Regelbautyp 11 (Bunker 139/140)
    - MG-Bunker Regelbautyp 23 (Bunker 135)
    - Ein Bunker zur Wasserversorgung

  - Gruppenunterstand Regelbau 10 mit nach dem Krieg aufgesetztem Haus bei Simmerath-Hechelscheidt
  - Bunker zur Wasserversorgung bei Dahlem-Baasem
  - Doppelgruppenunterstand Regelbau 11 bei Baasem
  - MG-Schartenstand Regelbau 1 B1/1 bei Berk (Dahlem)
  - Bunker unter der Bildungsstätte Dahlem-Kronenburg
  - MG-Schartenstand, modifizierter Regelbau 23 an der Vennquerbahn
  - Zwei Gruppenunterstände Regelbau 10a bei Dahlem-Kronenburg
- Rheinland-Pfalz
  - zahlreiche Bunkerruinen bei Trier und in der Eifel[1]
  - Bunker südöstlich von Osburg in der Nähe der Landesstraße 151 an der Grünbrücherschneise
- Saarland
  - Kreis Merzig-Wadern
    - Regelbau 1 (mit offener Maulscharte) in Bietzen
    - Regelbau 1 (mit offener Maulscharte) Museumsbunker „Anton“ bei Besseringen (beseitigt[2])
    - Regelbau 2 in Beckingen
    - Regelbau 10 in Saarhölzbach (4 Stück)
    - Regelbau 10 in Mettlach (2 Stück)
    - Regelbau 10 in Besseringen (4 Stück)
    - Regelbau 10 bei St. Gangolf
    - Regelbau 10 in Merzig (8 Stück)
    - Regelbau 10 (mit aufgesetztem Kampfraum) in Merzig
    - Regelbau 10 (mit aufgesetztem Kampfraum) in Mettlach
    - Regelbau 10 (mit überdecktem Eingangshof) in Merzig
    - Regelbau 10 (mit Hof in Trogbauweise) in Merzig
    - Regelbau 10 in Harlingen
    - Regelbau 10 in Bietzen (3 Stück)
    - Regelbau 10 in Saarfels
    - Regelbau 10 in Haustadt (2 Stück, 1 Museumsbunker)
    - Regelbau 10 in Düppenweiler
    - Regelbau 10a in Mettlach (4 Stück)
    - Regelbau 10a (mit aufgesetztem Kampfraum) in Besseringen
    - Regelbau 10a in Merzig (9 Stück)
    - Regelbau 10a (mit überdecktem Eingangshof) in Merzig (4 Stück)
    - Regelbau 10a in Bietzen (3 Stück, 1 Museumsbunker in B-Neu)
    - Regelbau 10a in Beckingen (6 Stück)
    - Regelbau 10a in Düppenweiler (Museumsbunker)
    - Regelbau 10b1 in Mettlach
    - Regelbau 10b1 in Merzig (2 Stück)
    - Regelbau 11 in Saarhölzbach
    - Regelbau 11 in Besseringen (2 Stück)
    - Regelbau 11 in Merzig
    - Regelbau 11 (mit aufgesetztem Kampfraum) in Merzig
    - Regelbau 11 (mit überdecktem Eingangshof) in Merzig
    - Regelbau 11 (ohne Kampfraum) in Brotdorf (2 Stück)
    - Regelbau 11 in Düppenweiler (3 Stück)
    - Regelbau 19 in Beckingen
    - Regelbau 19 in Mettlach
    - Regelbau 23 (mit überdecktem Eingangshof) in Mettlach
    - Regelbau 23 in Merzig (3 Stück)
    - Regelbau 23 (mit überdecktem Eingangshof) in Merzig
    - Regelbau 31 in Brotdorf
- Baden-Württemberg
- Regelbau 11 in Neuried-Altenheim (Bunker Emilie)
  - Umfangreiche Bunker- und Befestigungsanlagen am Isteiner Klotz
- gut erhaltener Tarnbunker Regelbau 10a in Neumühl(Kehl)

## Neubauprogramm 1939 (Aachen-Saar-Programm)
- Saarland
  - Kreis Merzig-Wadern
    - Regelbau 102v in Rimlingen
    - Regelbau 105b in Beckingen (5 Stück)
    - Regelbau 105d in Beckingen (2 Stück)
    - Regelbau 106b in Beckingen
    - Regelbau 108b in Beckingen (2 Stück)
    - Regelbau 110 (mit Eingangsbauwerk und Hohlgang) in Merzig (5 Stück, 1 Museumsbunker)
    - Regelbau 114a in Beckingen (Museumsbunker)
    - Regelbau 114b SK in Saarfels
    - Regelbau 115b in Merzig
    - Regelbau 115d bei Orscholz (Bau abgebrochen, nur Untergeschoss fertiggestellt)
    - Stollenanlage mit fünf Räumen am Kieselberg bei Merzig
    - Regelbau 120b SK (Vorderhang mit gedecktem Zugang) bei Harlingen (Ruine)[3]
    - Sonderkonstruktion mit Sechsschartenturm 20P7 und Gruppe in A (zweigeschossig) oberhalb des Bahnhofs Fremersdorf
    - Unterstand in Rimlingen

  - Kreis Saarlouis
    - Regelbau 104d in Bous
    - Regelbau 111 b in Schwalbach (2 Stück)
    - Regelbau 105 b in Dillingen (16 Stück)
    - Regelbau 106 b in Dillingen (5 Stück)
    - Regelbau 114 b in Dillingen (5 Stück)

## Kriegsregelbauten
- Saarland
  - Kreis Merzig-Wadern
    - Regelbau 51a bei Oberleuken (mindestens 4 Stück)
    - Regelbau 51a bei Orscholz
    - Regelbau 501 in Sinz (2 Stück, 1 Museumsbunker)
    - Regelbau 501 bei Sinz (2 Stück)
    - Regelbau 501 bei Tettingen (2 Stück)
    - Regelbau 502 bei Oberleuken
    - Regelbau 506 in Besseringen
    - Regelbau 509c in Besseringen (2 Stück)
    - Regelbau 509c (mit Hofüberdeckung) in Merzig
    - Regelbau 395 („Heinrich“) in Beckingen
    - Heinrich SK in Rimlingen (1 Stück)
    - Doppel-Heinrich SK in Rimlingen (1 Stück, leicht beschädigt)
    - Unterstand SK in Rimlingen

## Sonstige
- diverse Unterstände und MG-Schartenstände verstärkt-feldmäßig (Vf) am Orscholzriegel
- Diverse sichtbare Reste von fünfzügigen Höckerlinien westlich von Aachen
- Panzermauern am Aachener Schneeberg und an der Bahnlinie Aachen-Visé
- Beobachtungsstand bei Aachen-Schleckheim
- Fünfzügige Höckerlinie bei Aachen-Köpfchen
- Bunker im Iterbachtal bei Walheim
- Bunker im Aachener Wald bei Entenpfuhl – Regelbau SK6/a
- Regimentsgefechtsstand bei Aachen-Brand – Regelbau 117
- Fünfzügige Höckerlinie im Bereich des Hotels Relais Königsberg
- Brückenkonstruktion der fünfzügigen Höckerlinie an der Talsperre des Dreilägerbaches
- Bunker zur Wasserversorgung bei Lammersdorf-Jägerhaus
- Diverse sichtbare Reste von fünfzügigen Höckerlinien zwischen Lammersdorf und Monschau
  - Überreste einer beweglichen Schranke bei Lammersdorf
- Zwei gepanzerte Betonschilde bei Hellenthal-Wahlerscheid
- Bunker zur Wasserversorgung bei Hellenthal-Wahlerscheid
- Parallelverlaufende vier- und fünfzügige Höckerlinien zwischen Hellenthal-Hollerath und Ormont

### Rheinland-Pfalz
- verschiedene Höckerlinien zwischen Brandscheid und Eschfeld
- intakter Gruppenunterstand bei Roth/Our
- B-Werk Katzenkopf bei Irrel (Westwallmuseum Irrel)
- A-Werk Gerstfeldhöhe im Pirmasenser Stadtteil Niedersimten (Westwallmuseum Pirmasens)
- Westwallmuseum Bad Bergzabern[4]
- Dreistöckiger, in ein Gebäude integrierter und 2014 bei Abrissarbeiten entdeckter Turm mit zwei Kampfständen auf dem Kreuzberg bei Zweibrücken.

### Saarland
- Westwallbunker in Pachten
- Westwallbunker Rentrisch[5]

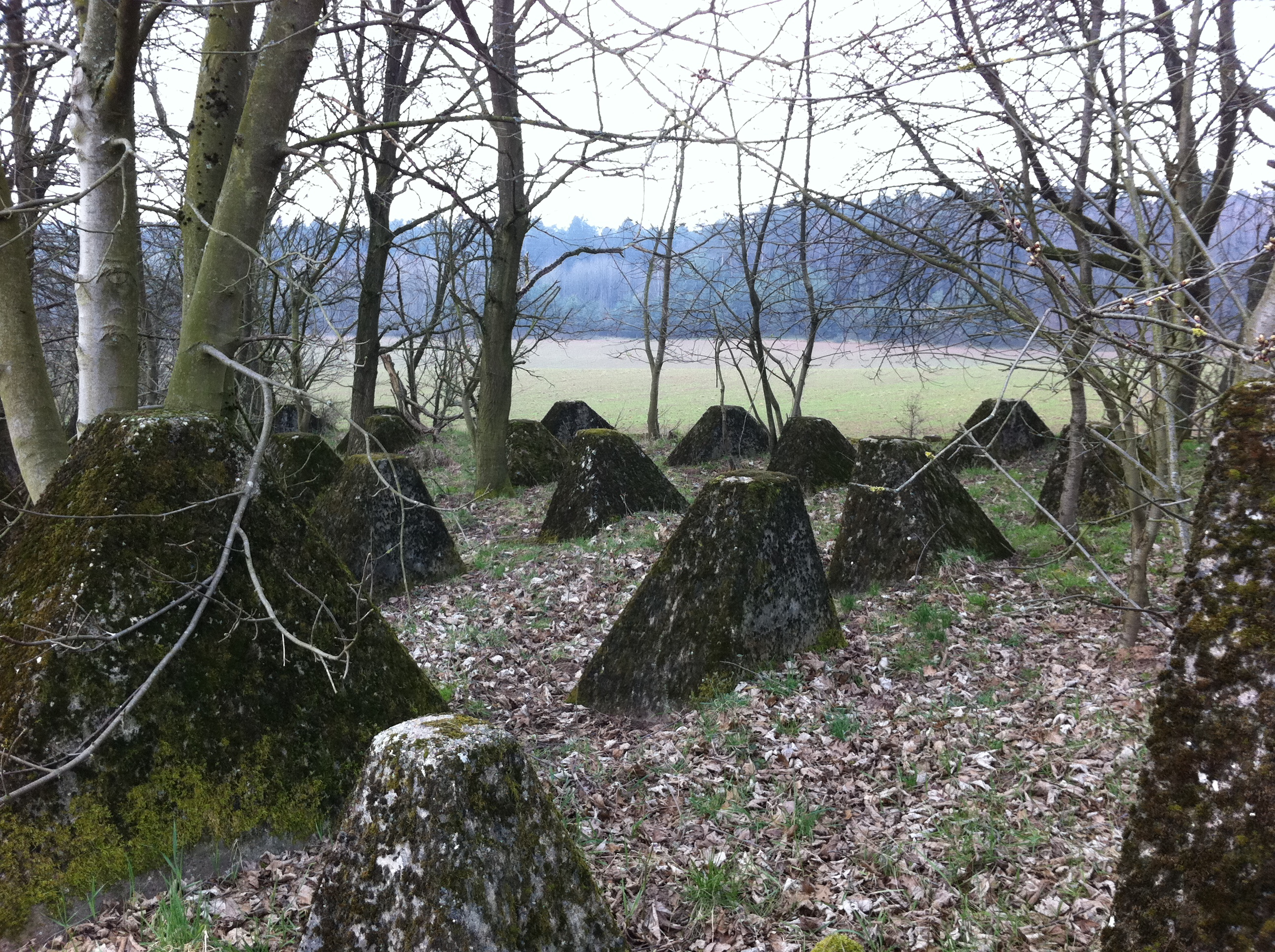
Höckerlinie bei Winterbach im Saarland

- Halberg-Stellung mit Bunker WH 316[6]
- Fünfzügige Höckerlinie nahe der B 41 zwischen St. Wendel und Bliesen sowie Teile davon in Hofeld-Mauschbach und Baltersweiler
- Fünfzügige Höckerlinie nahe dem Harschberger Hof an der Bundesstraße 269 zwischen St. Wendel und Winterbach
- Höckerlinie bei Otzenhausen
- Bunker bei Hofeld-Mauschbach

### Baden
- Bunker Regelbautyp 10 in Rastatt[7]
- Bunker Regelbautyp 32 in Dettenheim-Rußheim (betreut durch den Verein Bunkermuseum Dettenheim e.V.)
- Bunker Regelbautyp 11 „Emilie“ in Altenheim (privat betreut, museal)[8]

### Luftverteidigungszone West
- Bunker bei Vettweis-Ginnick
- Bunker Typ K in Isweiler bei Frauwüllesheim
- Bunker bei Nideggen-Schmidt
- Stellung bei Kirspenich
- Stellung bei Dahlem
- Wasserbunker bei Kommern
- Pz-Bunker bei Bouderath
- schwere Flak-Stellung im Vollausbau bei Zingsheim